# Orel Mangala
Pour les articles homonymes, voir Mangala.
Orel Mangala, né le 18 mars 1998 à Bruxelles en Belgique, est un footballeur international belge, d'origine congolaise (RDC), qui joue au poste de milieu de terrain à l'Olympique lyonnais.

## Biographie

### En club
Avec l'équipe des moins de 19 ans du RSC Anderlecht, il est demi-finaliste de l'UEFA Youth League en 2015 et 2016.
Le 9 juin 2017, Mangala signe en faveur du VfB Stuttgart.
Après cinq saisons passées du côté de la Bundesliga, il va découvrir la Premier League. En effet, le Diable Rouge (2 sélections) quitte le VfB Stuttgart pour rejoindre le promu Nottingham Forest, qui a déboursé 13 millions d'euros. Il s'engage sur un contrat à long terme à partir de l'été 2022.
Le 1er février 2024, il rejoint l'Olympique lyonnais en prêt avec option d'achat.

### En sélections nationales

#### Avec les équipes jeunes
Avec l'équipe de Belgique des moins de 17 ans, il participe au championnat d'Europe des moins de 17 ans en 2015. Lors de cette compétition organisé en Bulgarie, il joue quatre matchs. La Belgique s'incline en demi-finale face à la France, après une séance de tirs au but.
Il dispute ensuite quelques mois plus tard la Coupe du monde des moins de 17 ans. Lors du mondial junior qui se déroule au Chili, il joue sept matchs. La Belgique se classe troisième du mondial, Mangala délivrant une passe décisive contre le Mexique lors du match pour la troisième place.
Avec les moins de 19 ans, il inscrit un but contre la Russie en octobre 2016, lors des éliminatoires du championnat d'Europe des moins de 19 ans 2017 (score : 2-2).
Il reçoit sa première sélection avec les espoirs le 5 septembre 2017, contre la Turquie, lors des éliminatoires de l'Euro espoirs 2019 (score : 0-0). Il participe ensuite avec cette équipe à la phase finale de l'Euro espoirs organisée en Italie. Lors de cette compétition, il joue trois matchs. Le bilan de la Belgique s'avère catastrophique, avec trois défaites.

#### Avec l'équipe A
En mars 2022, il est appelé une première fois chez les Diables Rouges par Roberto Martínez et joue ses premières minutes en entrant au jeu en remplacement d'Arthur Theate à la 75e minute du match amical en Irlande le 26 mars (2-2) puis il joue encore trois jours plus tard 12 minutes d'une seconde rencontre amicale à Anderlecht contre le Burkina Faso (victoire 3-0). Ensuite, il n'est plus repris par l'entraineur espagnol pour la ligue des Nations en 2022 ni pour la coupe du monde 2022 au Qatar. 

#### Euro 2024
L'arrivée du nouveau sélectionneur Domenico Tedesco, lui permet de réintégrer de façon durable l'équipe nationale. Il participe ainsi aux huit rencontres des éliminatoires de l'Euro 2024 délivrant trois passes décisives. Le 28 mai 2024, il est retenu parmi les 25 joueurs belges convoqués pour participer à l'Euro 2024 et dispute ainsi son premier tournoi international majeur.

## Statistiques

### En club
| Saison                | Club                      | Championnat           | Championnat | Championnat | Championnat | Coupe nationale | Coupe nationale | Coupe nationale | Coupe de la Ligue | Coupe de la Ligue | Coupe de la Ligue | Compétition(s) continentale(s) | Compétition(s) continentale(s) | Compétition(s) continentale(s) | Compétition(s) continentale(s) | Total | Total | Total |
| Saison                | Club                      | Division              | M.          | B.          | P.d.        | M.              | B.              | P.d.            | M.                | B.                | P.d.              | Comp.                          | M.                             | B.                             | P.d.                           | M.    | B.    | P.d.  |
| 2017-2018             | VfB Stuttgart             | Bundesliga            | 20          | 0           | 0           | 1               | 0               | 0               | -                 | -                 | -                 | -                              | -                              | -                              | -                              | 21    | 0     | 0     |
| 2019-2020             | VfB Stuttgart             | 2. Bundesliga         | 29          | 1           | 3           | 3               | 0               | 0               | -                 | -                 | -                 | -                              | -                              | -                              | -                              | 32    | 1     | 3     |
| 2020-2021             | VfB Stuttgart             | Bundesliga            | 24          | 1           | 3           | 3               | 0               | 0               | -                 | -                 | -                 | -                              | -                              | -                              | -                              | 27    | 1     | 3     |
| 2021-2022             | VfB Stuttgart             | Bundesliga            | 28          | 1           | 4           | 1               | 0               | 0               | -                 | -                 | -                 | -                              | -                              | -                              | -                              | 29    | 1     | 4     |
| Sous-total            | Sous-total                | Sous-total            | 101         | 3           | 10          | 8               | 0               | 0               | -                 | -                 | -                 | -                              | -                              | -                              | -                              | 109   | 3     | 10    |
| 2018-2019             | Hambourg SV (prêt)        | 2. Bundesliga         | 29          | 0           | 2           | 5               | 1               | 3               | -                 | -                 | -                 | -                              | -                              | -                              | -                              | 34    | 1     | 5     |
| 2022-2023             | Nottingham Forest         | Premier League        | 27          | 1           | 1           | 0               | 0               | 0               | 4                 | 0                 | 0                 | -                              | -                              | -                              | -                              | 31    | 1     | 1     |
| 2023-2024             | Nottingham Forest         | Premier League        | 20          | 1           | 0           | 2               | 0               | 0               | -                 | -                 | -                 | -                              | -                              | -                              | -                              | 22    | 1     | 0     |
| Sous-total            | Sous-total                | Sous-total            | 47          | 2           | 1           | 2               | 0               | 0               | 4                 | 0                 | 0                 | -                              | -                              | -                              | -                              | 53    | 2     | 1     |
| 2023-2024             | Olympique lyonnais (prêt) | Ligue 1               | 8           | 2           | 0           | 4               | 0               | 0               | -                 | -                 | -                 | -                              | -                              | -                              | -                              | 12    | 2     | 0     |
| 2024-2025             | Olympique lyonnais        | Ligue 1               | 1           | 0           | 0           | -               | -               | -               | -                 | -                 | -                 | -                              | -                              | -                              | -                              | 1     | 0     | 0     |
| Sous-total            | Sous-total                | Sous-total            | 9           | 2           | 0           | 4               | 0               | 0               | -                 | -                 | -                 | -                              | -                              | -                              | -                              | 13    | 2     | 0     |
| 2024-2025             | Everton FC (prêt)         | Premier League        | 19          | 1           | 0           | 1               | 0               | 0               | 1                 | 0                 | 0                 | -                              | -                              | -                              | -                              | 21    | 1     | 0     |
| Total sur la carrière | Total sur la carrière     | Total sur la carrière | 205         | 8           | 13          | 20              | 1               | 3               | 5                 | 0                 | 0                 | -                              | -                              | -                              | -                              | 230   | 9     | 16    |

### En sélections nationales
| Saison                | Sélection             | Phases finales        | Phases finales | Phases finales | Phases finales | Éliminatoires CDM | Éliminatoires CDM | Éliminatoires CDM | Éliminatoires EURO | Éliminatoires EURO | Éliminatoires EURO | Ligue des Nations | Ligue des Nations | Ligue des Nations | Matchs amicaux | Matchs amicaux | Matchs amicaux | Total | Total | Total |
| Saison                | Sélection             | Compétition           | M              | B              | Pd             | M                 | B                 | Pd                | M                  | B                  | Pd                 | M                 | B                 | Pd                | M              | B              | Pd             | M     | B     | Pd    |
| --------------------- | --------------------- | --------------------- | -------------- | -------------- | -------------- | ----------------- | ----------------- | ----------------- | ------------------ | ------------------ | ------------------ | ----------------- | ----------------- | ----------------- | -------------- | -------------- | -------------- | ----- | ----- | ----- |
| 2021-2022             | Belgique              | -                     | -              | -              | -              | -                 | -                 | -                 | -                  | -                  | -                  | -                 | -                 | -                 | 2              | 0              | 0              | 2     | 0     | 0     |
| 2022-2023             | Belgique              | -                     | -              | -              | -              | -                 | -                 | -                 | 3                  | 0                  | 0                  | -                 | -                 | -                 | 1              | 0              | 0              | 4     | 0     | 0     |
| 2023-2024             | Belgique              | Euro 2024             | 4              | 0              | 0              | -                 | -                 | -                 | 5                  | 0                  | 3                  | -                 | -                 | -                 | 4              | 0              | 0              | 13    | 0     | 3     |
| 2024-2025             | Belgique              | -                     | -              | -              | -              | -                 | -                 | -                 | -                  | -                  | -                  | 4                 | 0                 | 0                 | -              | -              | -              | 4     | 0     | 0     |
| Total sur la carrière | Total sur la carrière | Total sur la carrière | 4              | 0              | 0              | -                 | -                 | -                 | 8                  | 0                  | 3                  | 4                 | 0                 | 0                 | 7              | 0              | 0              | 23    | 0     | 3     |

### Matchs internationaux
| Matchs internationaux d'Orel Mangala, | Matchs internationaux d'Orel Mangala, | Matchs internationaux d'Orel Mangala,             | Matchs internationaux d'Orel Mangala, | Matchs internationaux d'Orel Mangala, | Matchs internationaux d'Orel Mangala, | Matchs internationaux d'Orel Mangala, | Matchs internationaux d'Orel Mangala,                               |
| #                                     | Date                                  | Lieu                                              | Adversaire                            | Résultat                              | Compétition                           | Club                                  | Notes                                                               |
| ------------------------------------- | ------------------------------------- | ------------------------------------------------- | ------------------------------------- | ------------------------------------- | ------------------------------------- | ------------------------------------- | ------------------------------------------------------------------- |
| 1                                     | 26 mars 2022                          | Aviva Stadium, Dublin, Irlande                    | République d'Irlande                  | N 2 - 2                               | Match amical                          | VfB Stuttgart                         | Entre en jeu à la place de Arthur Theate à la 75e minute de jeu.    |
| 2                                     | 29 mars 2022                          | Lotto Park, Bruxelles, Belgique                   | Burkina Faso                          | V 3 - 0                               | Match amical                          | VfB Stuttgart                         | Entre en jeu à la place de Hans Vanaken à la 78e minute de jeu.     |
| 3                                     | 24 mars 2023                          | Friends Arena, Solna, Suède                       | Suède                                 | V 3 - 0                               | Éliminatoires de l'Euro 2024          | Nottingham Forest                     | Entre en jeu à la place de Leandro Trossard à la 61e minute de jeu. |
| 4                                     | 28 mars 2023                          | RheinEnergieStadion, Cologne, Allemagne           | Allemagne                             | V 3 - 2                               | Match amical                          | Nottingham Forest                     | Titulaire, remplacé par Roméo Lavia à la 79e minute de jeu.         |
| 5                                     | 17 juin 2023                          | Stade Roi Baudouin, Bruxelles, Belgique           | Autriche                              | N 1 - 1                               | Éliminatoires de l'Euro 2024          | Nottingham Forest                     | Titulaire, remplacé par Aster Vranckx à la 75e minute de jeu.       |
| 6                                     | 20 juin 2023                          | A. Le Coq Arena, Tallinn, Estonie                 | Estonie                               | V 3 - 0                               | Éliminatoires de l'Euro 2024          | Nottingham Forest                     | Entre en jeu à la place de Aster Vranckx à la 57e minute de jeu.    |
| 7                                     | 9 septembre 2023                      | Dalga Arena, Bakou, Azerbaïdjan                   | Azerbaïdjan                           | V 1 - 0                               | Éliminatoires de l'Euro 2024          | Nottingham Forest                     | Entre en jeu à la place de Youri Tielemans à la 66e minute de jeu.  |
| 8                                     | 12 septembre 2023                     | Stade Roi Baudouin, Bruxelles, Belgique           | Estonie                               | V 5 - 0                               | Éliminatoires de l'Euro 2024          | Nottingham Forest                     | Titulaire.                                                          |
| 9                                     | 13 octobre 2023                       | Stade Ernst-Happel, Vienne, Autriche              | Autriche                              | V 3 - 2                               | Éliminatoires de l'Euro 2024          | Nottingham Forest                     | Titulaire, remplacé par Youri Tielemans à la 64e minute de jeu.     |
| 10                                    | 16 octobre 2023                       | Stade Roi Baudouin, Bruxelles, Belgique           | Suède                                 | N 1 - 1                               | Éliminatoires de l'Euro 2024          | Nottingham Forest                     | Titulaire.                                                          |
| 11                                    | 15 novembre 2023                      | Stade Den Dreef, Louvain, Belgique                | Serbie                                | V 1 - 0                               | Match amical                          | Nottingham Forest                     | Titulaire, remplacé par Aster Vranckx à la 46e minute de jeu.       |
| 12                                    | 19 novembre 2023                      | Stade Roi Baudouin, Bruxelles, Belgique           | Azerbaïdjan                           | V 5 - 0                               | Éliminatoires de l'Euro 2024          | Nottingham Forest                     | Titulaire.                                                          |
| 13                                    | 26 mars 2024                          | Stade de Wembley, Londres, Angleterre             | Angleterre                            | N 2 - 2                               | Match amical                          | Olympique lyonnais                    | Titulaire, remplacé par Loïs Openda à la 82e minute de jeu.         |
| 14                                    | 5 juin 2024                           | Stade Roi Baudouin, Bruxelles, Belgique           | Monténégro                            | V 2 - 0                               | Match amical                          | Olympique lyonnais                    | Entre en jeu à la place de Johan Bakayoko à la 46e minute de jeu.   |
| 15                                    | 8 juin 2024                           | Stade Roi Baudouin, Bruxelles, Belgique           | Luxembourg                            | V 3 - 0                               | Match amical                          | Olympique lyonnais                    | Titulaire.                                                          |
| 16                                    | 17 juin 2024                          | Frankfurt Arena, Francfort, Allemagne             | Slovaquie                             | D 0 - 1                               | Euro 2024                             | Olympique lyonnais                    | Titulaire, remplacé par Johan Bakayoko à la 58e minute de jeu.      |
| 17                                    | 22 juin 2024                          | Stade de Cologne, Cologne, Allemagne              | Roumanie                              | V 2 - 0                               | Euro 2024                             | Olympique lyonnais                    | Entre en jeu à la place de Youri Tielemans à la 72e minute de jeu.  |
| 18                                    | 26 juin 2024                          | Stuttgart Arena, Stuttgart, Allemagne             | Ukraine                               | N 0 - 0                               | Euro 2024                             | Olympique lyonnais                    | Entre en jeu à la place de Youri Tielemans à la 62e minute de jeu.  |
| 19                                    | 1er juillet 2024                      | Düsseldorf Arena, Düsseldorf, Allemagne           | France                                | D 0 - 1                               | Euro 2024                             | Olympique lyonnais                    | Entre en jeu à la place de Loïs Openda à la 63e minute de jeu.      |
| 20                                    | 9 septembre 2024                      | Parc Olympique lyonnais, Décines-Charpieu, France | France                                | D 0 - 2                               | Ligue des nations 2024-2025           | Everton FC                            | Entre en jeu à la place de Youri Tielemans à la 60e minute de jeu.  |
| 21                                    | 10 octobre 2024                       | Stade olympique, Rome, Italie                     | Italie                                | N 2 - 2                               | Ligue des nations 2024-2025           | Everton FC                            | Titulaire, remplacé par Timothy Castagne à la 68e minute de jeu.    |
| 22                                    | 14 octobre 2024                       | Stade Roi Baudouin, Bruxelles, Belgique           | France                                | D 1 - 2                               | Ligue des nations 2024-2025           | Everton FC                            | Titulaire, remplacé par Aster Vranckx à la 67e minute de jeu.       |
| 23                                    | 17 novembre 2024                      | Bozsik Aréna (en), Budapest, Hongrie              | Israël                                | D 0 - 1                               | Ligue des nations 2024-2025           | Everton FC                            | Titulaire.                                                          |

## Palmarès

### En club
|  |  | Borussia Dortmund -19 ans - Championnat d'Allemagne -19 ans (en) (1) : - Champion : 2017. |  | VfB Stuttgart - Championnat d'Allemagne de deuxième division : - Vice-champion : 2020. |  | Olympique lyonnais - Coupe de France : - Finaliste : 2024. |

### En sélections nationales
|  |  | Belgique -17 ans - Coupe du monde -17 ans : - Troisième : 2015. |